# Berlin-Westend
Pour les articles homonymes, voir Westend.
Berlin-Westend (/ˈvɛstɛnt/ ) est un quartier de Berlin, situé au sein de l'arrondissement de Charlottenbourg-Wilmersdorf depuis la réforme de 2001. Entre 1920 et 2001, il faisait partie du district de Charlottenbourg.

## Géographie
Le quartier se trouve au bord du nord du plateau de Teltow, qui descend abruptement dans la vallée de la Sprée. À l'ouest il confine à l'arrondissement de Spandau, à l'est les voies du Ringbahn le sépare du quartier de Charlottenbourg et le centre-ville. Vers le sud, les vastes zones forestières de Grunewald s'étendent jusqu'aux bords du fleuve Havel. 
Westend est réputé pour le parc des expositions de Berlin (Messegelände) avec les marques architecturales de la Tour Radio (Funkturm), construite de 1924 à 1926, et la Haus des Rundfunks, conçue par Hans Poelzig en 1929, ainsi que de l’Internationales Congress Centrum de 1979 à proximité. Plus à l'ouest, le Parc olympique de Berlin avec le stade olympique, le clocher et la Waldbühne, tous construits selon les plans de Werner March, était le lieu des jeux olympiques de 1936 et aujourd'hui inclut le domicile du Hertha BSC Berlin. L'Unité d'habitation de Berlin (Corbusierhaus) se trouve au sud du stade, construite suivant les plans de l'architecte franco-suisse Le Corbusier en 1957. 

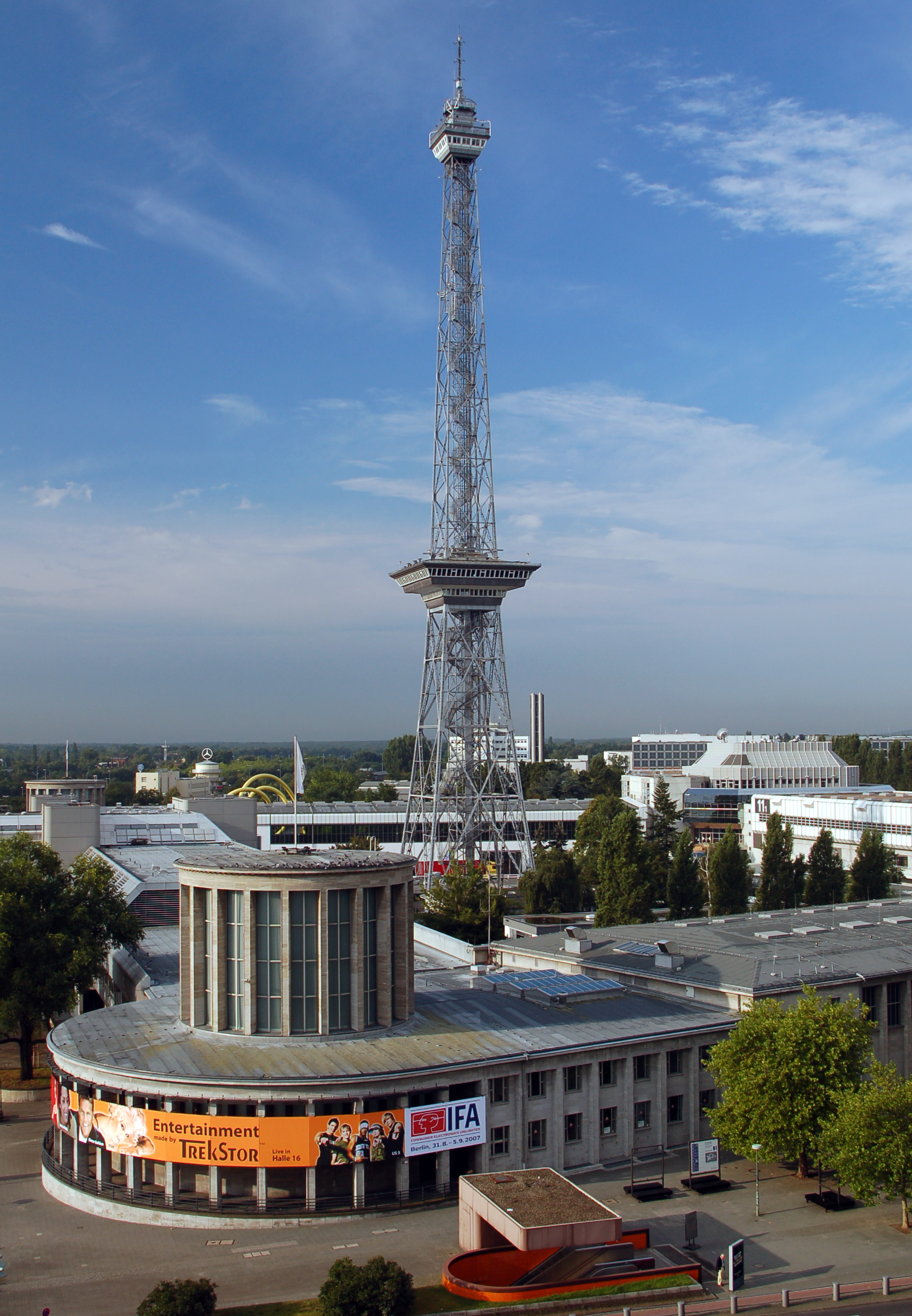
Tour radio
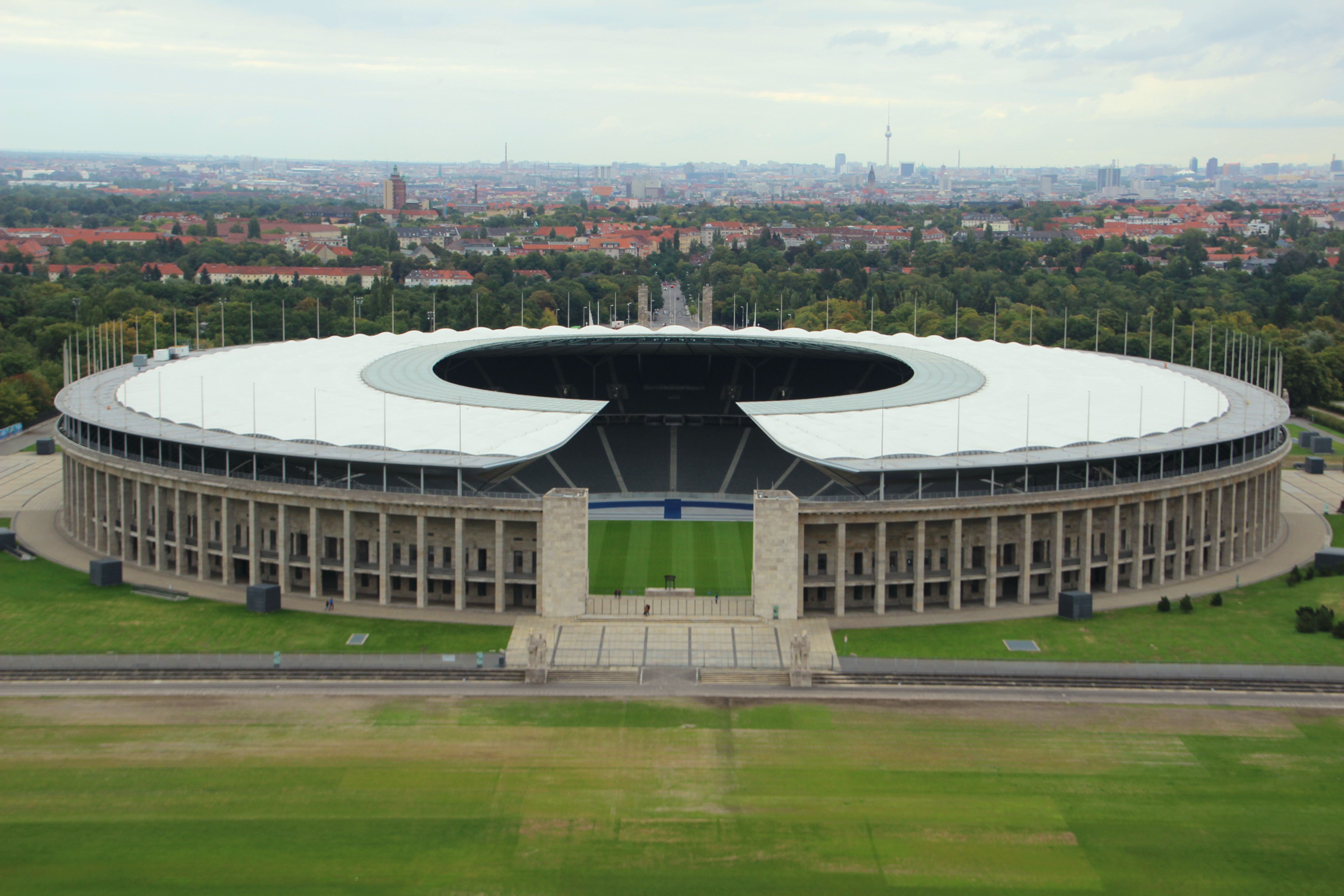
Stade olympique
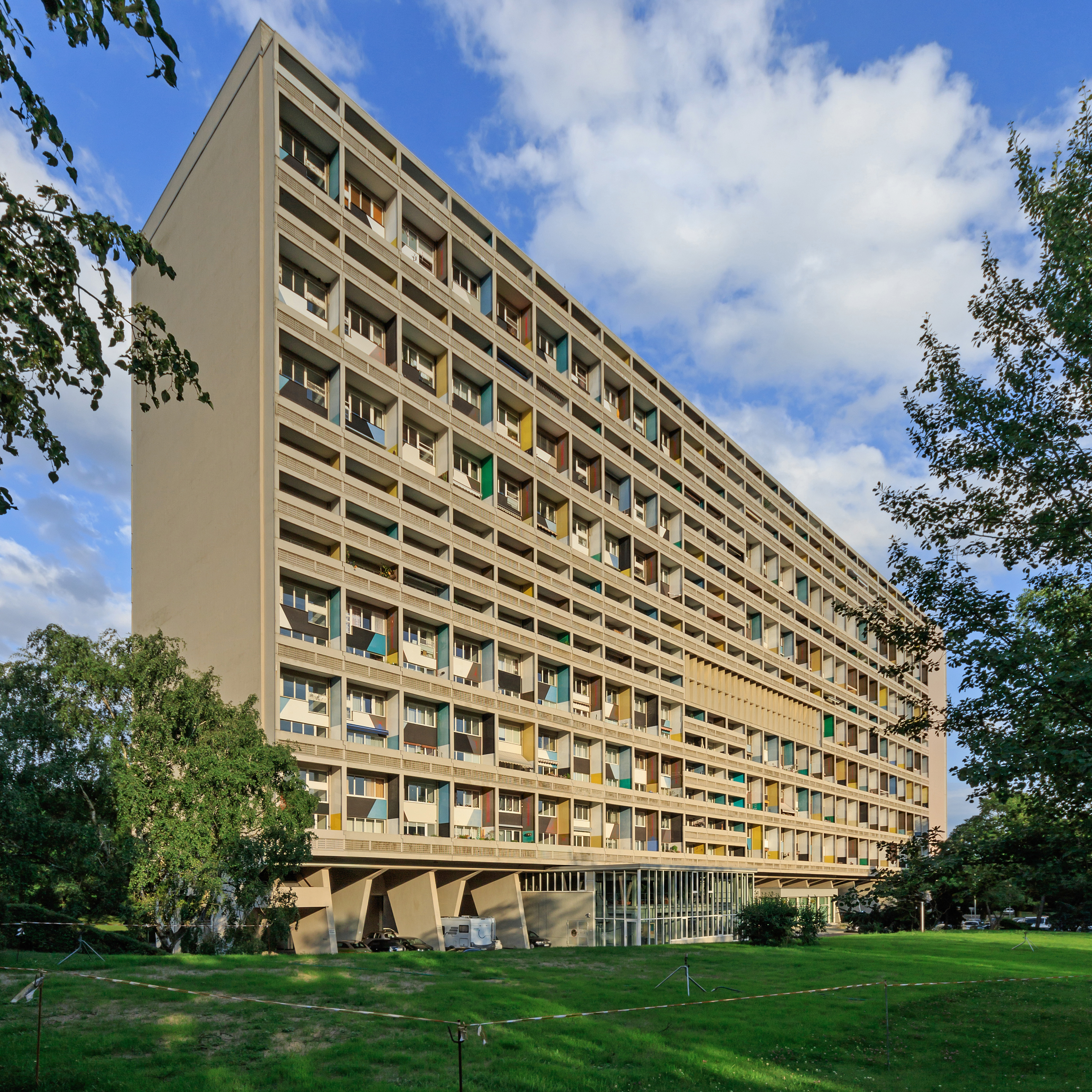
Unité d'habitation
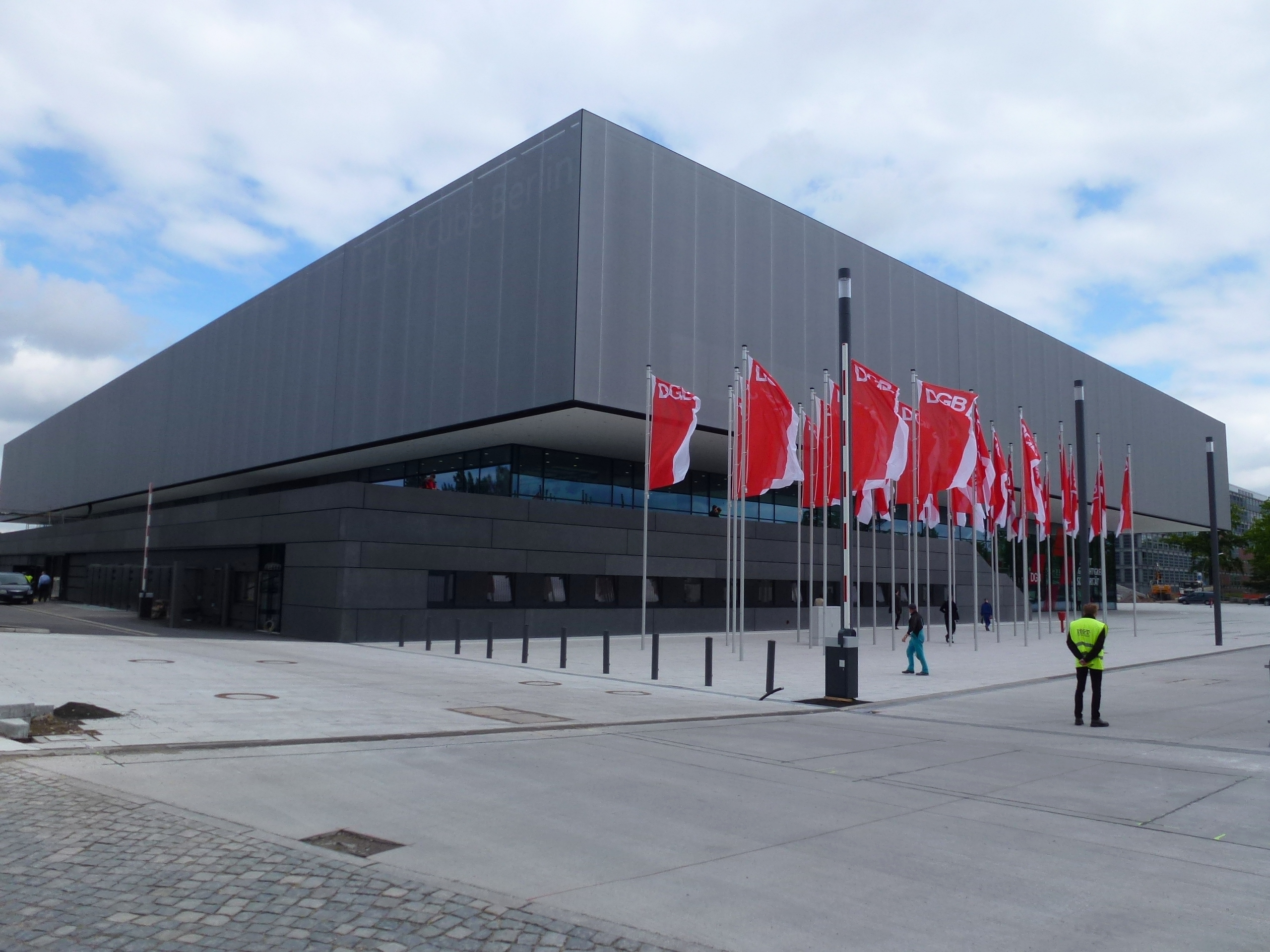
CityCube Berlin
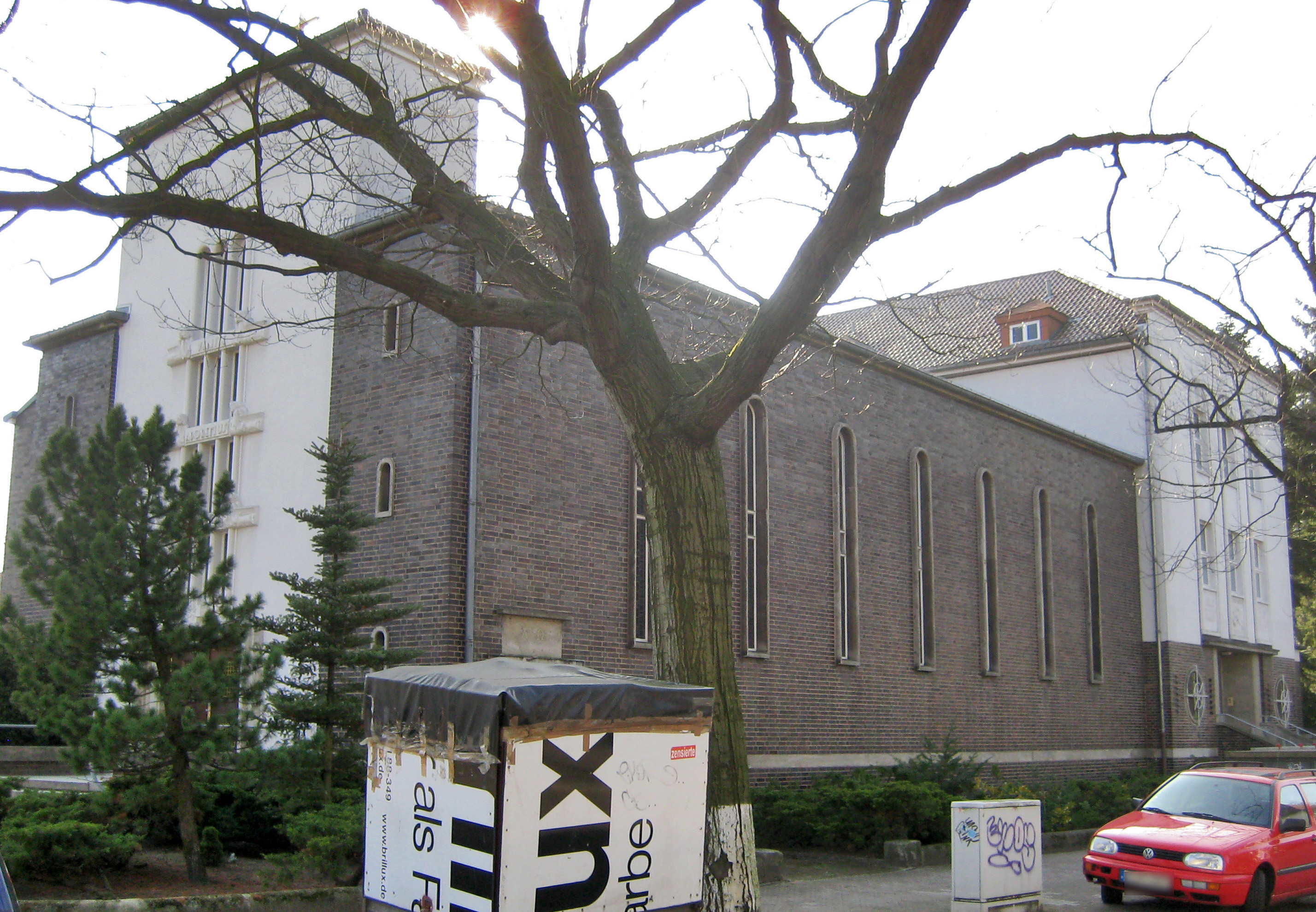
Couvent Saint-Gabriel et église Notre-Dame de l'Annonciation

### Localités
Le quartier est divisé en différentes localités :

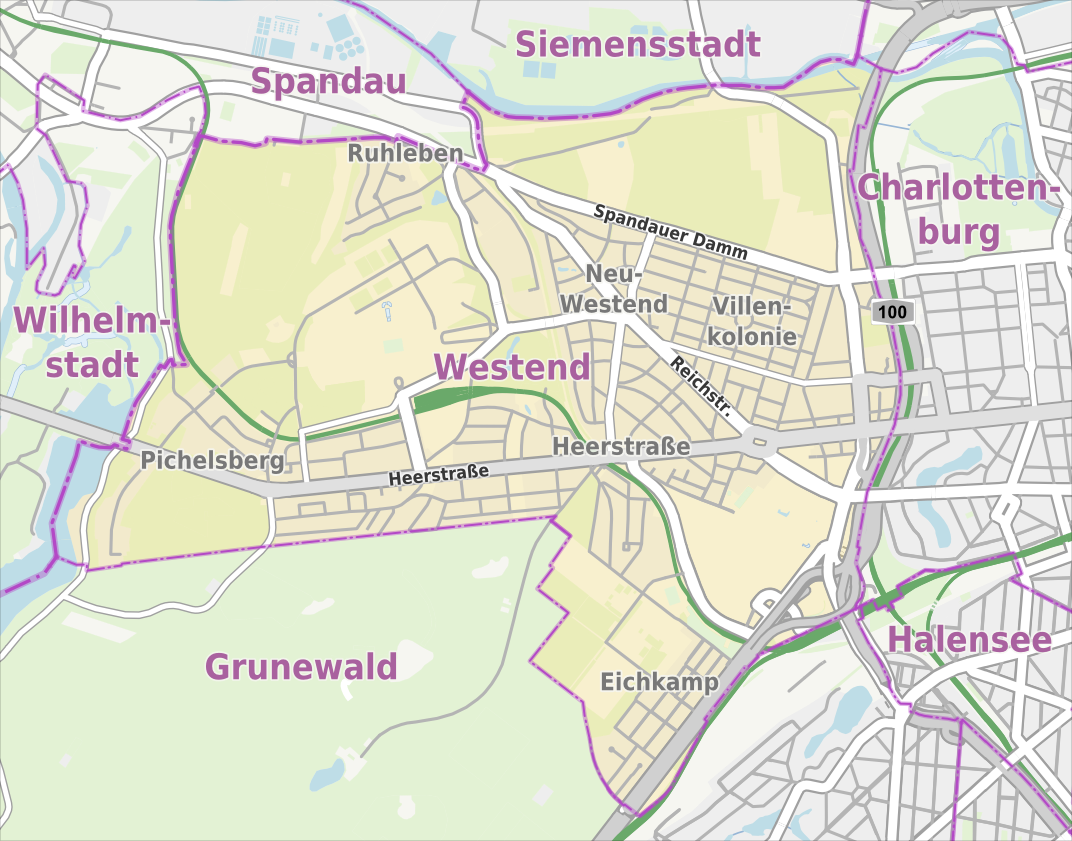
Plan du quartier

- Villenkolonie Westend
- Neu-Westend
- Pichelsberg
- Ruhleben
- Siedlung Eichkamp
- Siedlung Heerstraße

### Population
Le quartier comptait 41 672 habitants le 1er janvier 2017 selon le registre des déclarations domiciliaires.

## Histoire

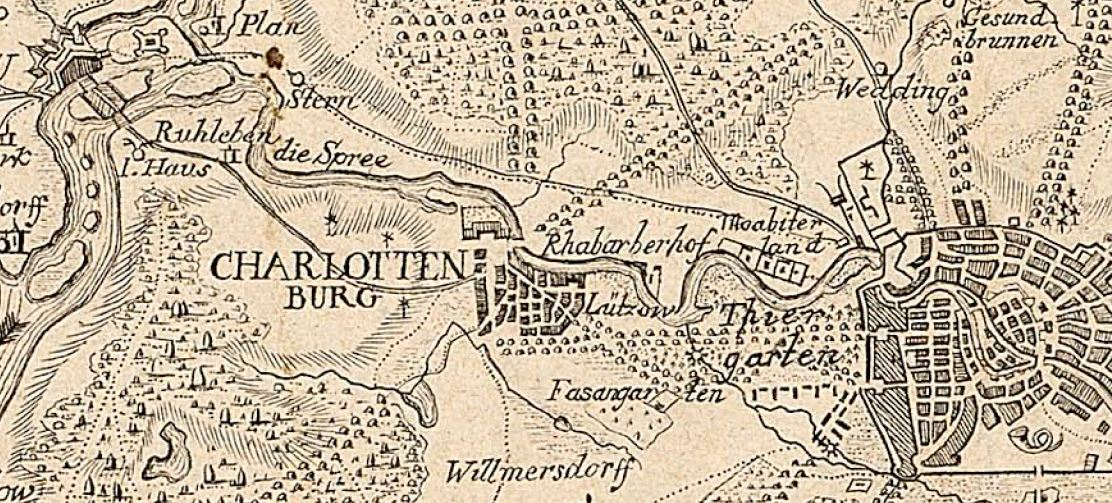
Une carte topographique de la région à l'ouest de Berlin datant de 1778

Le plateau sableux resta tout d'abord inhabité jusqu'à ce qu'après la victoire à la bataille d'Iéna en 1806, les Français commandés par Napoléon y avaient établi un grand camp militaire, quoique le chef d'armée résidait lui-même au château de Charlottenburg. En mai 1808, le général Claude-Victor Perrin le nomma camp Napoléonbourg; néanmoins il a été déjà démoli en novembre. Plus tard, vers l'an 1840, une brasserie bavaroise a été ouverte sur le bord de la rue entre Charlottenbourg et Spandau (nommée Spandauer Bock) qui se développa en une destination populaire.
Le quartier d'aujourd'hui est fondé en 1866, quand un lotissement (Villenkolonie) y fut établi. La première habitation, le château néo-classique de Ruhwald avec un grand parc, a été construit vers l'an 1868. Durant cette même période, une société propriétaire a commencé l'achat de grandes surfaces de terres en vue de les revendre en parcelles. La nouvelle colonie des villas était la résidence de la bourgeoisie berlinoise et son nom est inspiré du West End de Londres. À la suite de l'unification allemande en 1871, les profits de la société stagnèrent (Gründerkrach), provoquant un arrêt des ventes. En 1877, la gare de Westend est inaugurée sur le Ringbahn de Berlin.
Un nouvel essor coïncide avec l'époque du wilhelminisme et l'explosion démographique dans la région de Berlin pendant les années qui précédèrent la Première Guerre mondiale. À partir de 1908, Westend obtient des liaisons avec le métro de Berlin. Le Deutsches Stadion, qui est le précurseur du stade olympique, fut inauguré en 1913 ; après la guerre, le terrain a été agrandi pour s'intégrer en le Deutsches Sportforum. Les premières halles du parc des expositions près du circuit AVUS ont été utilisées par le Salon international de l'automobile à partir de 1921. La première Internationale Funkausstellung a eu lieu en 1924.

## Transports

### Stations de métro
:
Kaiserdamm
Theodor-Heuss-Platz
Neu-Westend
Olympia-Stadion
Ruhleben

### Gares de S-Bahn
: 
Westkreuz
Messe Süd
Heerstraße
Olympiastadion
Pichelsberg

   (Ringbahn) : 
Westkreuz
Messe Nord/ICC
Westend

## Personnalités liées à Westend
- Conrad Ansorge (pianiste et compositeur), Nußbaumallee 27
- Elly Beinhorn (pilote) und Bernd Rosemeyer (pilote de course), Bayernallee 10/11
- Dietrich et Klaus Bonhoeffer, Marienburger Allee 43
- Cato Bontjes van Beek (résistante), Kaiserdamm 22
- Felix Borchardt (peintre), Kaiserdamm 39 (aujourd'hui : Heerstraße/Theodor-Heuss-Platz)
- Alfred Braun (pionnier de la radio), Kastanienallee 34 et Preußenallee 36
- Lil Dagover (actrice), Arysallee 4
- Marlene Dietrich, Akazienallee 48
- Dietrich Fischer-Dieskau, Lindenallee
- Wilhelm Foerster (astronome) et son fils Karl Foerster (jardinier), Ahornallee 32
- Willi Forst (acteur et réalisateur), Sachsenplatz 12 (aujourd'hui : Brixplatz)
- Willy Fritsch (acteur et chanteur), Kaiserdamm 95
- Gustav Fröhlich (acteur), Kurländer Allee 1
- Stefan George (écrivain), Ebereschenallee 3 et Ahornallee 31
- Erich (architecte et résistant) et Elisabeth Charlotte Gloeden (juriste et résistante), Kastanienallee 23
- Magda Goebbels (née Behrend, épouse de Joseph Goebbels), Reichskanzlerplatz 3 (aujourd'hui : Theodor-Heuss-Platz)
- Karl-Theodor zu Guttenberg (ancien ministre)
- Dieter Hallervorden (artiste de cabaret et acteur)
- Veit Harlan (réalisateur) et Hilde Körber (actrice), Sachsenplatz 1
- Theodor Haubach (journaliste, politicien et résistant), Falterweg 11
- Johannes Heesters (acteur et chanteur), Akazienallee 12
- Trude Hesterberg (actrice, artiste de cabaret et chanteurse), Platanenallee
- Paul Hindemith (compositeur), Sachsenplatz 1
- Otto Hintze (historien), Kastanienallee 28
- Paul Oskar Höcker (écrivain),Lindenallee 21 et Nussbaumallee 8
- Curd Jürgens (acteur), Oldenburgallee 57
- Hildegard Knef (actrice, chanteuse et auteur), Oldenburgallee
- Robert Koch (médecin), Ahornallee 39
- Georg Kolbe (sculpteur), Sensburger Allee 25
- Gertrud Kolmar (écrivaine), Ahornallee 37
- Richard Kuenzer (juriste, diplomate et résistant), Ulmenallee 29
- La Jana (danseuse et actrice), Bayernallee 15
- Lotte Lenya (actrice et chanteuse), Bayernallee 14
- Sabine Lepsius (artiste), Ahornallee 30/31
- Theo Mackeben (compositeur), Marathonallee 15
- Erich Mendelsohn (architecte), Kastanienallee 32 et Am Rupenhorn 6
- Brigitte Mira (actrice, artiste de cabaret et chanteuse), Akazienallee 46
- Emil Nolde (peintre), Bayernallee 10/11
- Anny Ondra (actrice), Sachsenplatz 12
- Lilli Palmer (actrice), Hölderlinstraße 11
- Harry Piel (acteur et réalisateur), Ulmenallee 12
- Henny Porten (actrice), Sachsenplatz
- Carl Raddatz (acteur), Stallupöner Allee 54
- Erich Maria Remarque (écrivain), Kaiserdamm 114
- Joachim Ringelnatz (artiste de cabaret et écrivain), Sachsenplatz 12
- Heinz Rühmann (acteur et réalisateur), Karolingerplatz 5
- Erich Salomon (photographe), Hölderlinstraße 11
- Thilo Sarrazin (ancien sénateur et auteur)
- Hjalmar Schacht (président de la Reichsbank et ministre), Badenallee 9
- Max Schmeling (boxeur), Brixplatz 9
- Arnold Schönberg (compositeur), Nußbaumallee 17
- Harro et Libertas Schulze-Boysen (résistants), Altenburger Allee 19
- Annemarie Schwarzenbach (écrivaine et journaliste), Königin-Elisabeth-Straße
- Georg Simmel (sociologue et philosophe), Nußbaumallee 14 et Königin-Elisabeth-Straße
- Albert Speer (architecte et ministre nazi), Lindenallee 18
- Camilla Spira (actrice), Kaiserdamm 118
- Richard Strauss (compositeur et chef d’orchestre), Reichskanzlerplatz 2
- Olga Tschechowa (actrice), Kaiserdamm 74
- Ernst Udet (général), Stallupöner Allee 11
- Robert Walser (écrivain), Spandauer Berg 1
- Wilhelm Wandschneider (sculpteur), Tannenbergallee 6
- Kurt Weill (compositeur), Bayernallee 14
- Ulrich von Wilamowitz-Moellendorff (philologue), Eichenallee 12